# Hydropsyche cetibeli
Hydropsyche cetibeli là một loài Trichoptera trong họ Hydropsychidae. Chúng phân bố ở miền Cổ bắc.